# Mannichovy zásady
Mannichovy zásady jsou organické sloučeniny obsahující aminovou skupinu v poloze β vůči ketonové skupině. Vznikají při Mannichových reakcích, což jsou nukleofilní adice neenolizovatelných aldehydů s primárními nebo sekundárními aminy za vzniku rezonančně stabilizovaného iminu nebo iminiové soli, jež poté reagují s karboanionty odvozenými od sloučenin s kyselým CH vodíkem (například enolizovatelné aldehydy a ketony, amidy, karbamáty nebo močovina) za vzniku konečného produktu, kterým je právě Mannichova zásada.

## Reakce
Mannichovy zásady mohou reagovat dále. Pokud je výše uvedený R2NCH2CH2COR primární nebo sekundární amin, např. primární, H2NCH2CH2COR, může dále vznikat HN(CH2CH2COR)2 a N(CH2CH2COR)3.
Pokud má příslušná kyselina více kyselých vodíků, mohou se vytvořit i složitější produkty. Eliminací amoniaku z Mannichových zásad vznikají enaly a enony.